# Перт (Північна Дакота)
Перт (англ. Perth) — місто (англ. city) в США, в окрузі Таунер штату Північна Дакота. Населення — 6 осіб (2020).

## Географія
Перт розташований за координатами 48°42′54″ пн. ш. 99°27′29″ зх. д. / 48.71500° пн. ш. 99.45806° зх. д. (48.714879, -99.458025).  За даними Бюро перепису населення США в 2010 році місто мало площу 0,34 км², уся площа — суходіл.

## Демографія
Згідно з переписом 2010 року, у місті мешкало 9 осіб у 5 домогосподарствах у складі 2 родин. Густота населення становила 27 осіб/км².  Було 6 помешкань (18/км²).
Расовий склад населення:
| - 100,0 % — білих |

До двох чи більше рас належало 0,0 %. Частка іспаномовних становила 0,0 % від усіх жителів.
За віковим діапазоном населення розподілялося таким чином: 11,1 % — особи молодші 18 років, 77,8 % — особи у віці 18—64 років, 11,1 % — особи у віці 65 років та старші. Медіана віку мешканця становила 52,5 року. На 100 осіб жіночої статі у місті припадало 125,0 чоловіків;  на 100 жінок у віці від 18 років та старших — 100,0 чоловіків також старших 18 років.
Цивільне працевлаштоване населення становило 6 осіб. Основні галузі зайнятості: оптова торгівля — 33,3 %, фінанси, страхування та нерухомість — 33,3 %, освіта, охорона здоров'я та соціальна допомога — 33,3 %.